# Said Barles
Said Barles fou un amir que va servir a dos fills d'Umar Xaikh. Said Barles hauria participat en una conspiració el 1405 contra Rustem d'Esfahan. El príncep el va fer detenir i el va fer cegar i empresonar. Però Said Barles va poder escapar de la presó mercès a que havia conservat part de la visió en un ull i es va presentar a Siraz, on Pir Muhammad va decidir acollir-lo, cosa que va provocar un deteriorament de les relacions amb el seu germà Rustem que regals i cartes no van aconseguir evitar.
Pir Muhammad va arranjar la situació administrativa de Kaixan i Jerbadekan. Umar Xaikh, fill de Pir Muhammad, tenint al costat als amirs Said Barles i Muhammad Juvan Fazel; Khoja Muzaffar al-Din Masud Nazarí fou nomenat administrador financer; Xaikh Iezaul fou designat governador de Kaixan (Kashan). El 1408 era governador d'Hawiza i va participar en la revolta dels governadors del Khuzestan contra Pir Muhammad. Aquest va arribar a Ram-Hurmuz i va enviar diversos amirs amb un missatge oferint el perdó. Els amirs rebels es van reunir i finalment van decidir sotmetre’s quan ja Pir Muhammad estava prop de Xuixtar. Va poder entrar a aquesta ciutat on va romandre uns dies i d'allí va anar a Dizful on va restar dos dies o tres per dirigir-se finalment a Hawiza on va rebre l'homenatge dels caps kurds i àrabs incloent els àrabs de les maresmes.
A la primavera del 1409 quan el pretendent muzaffàrida Sultan al-Motasim va arribar a Esfahan, en aquesta hi havia Umar Xaikh ibn Pir Muhammad, l'amir Said Barles i l'amir Halbanxah que es van retirar en direcció a Yadz. Motasim va entrar a Esfahan. Mort Pir Muhammad, s'esmenta a Said Barles prop del Khurasan, i després es va reconciliar amb Rustem i va passar al seu servei. A la tardor del 1409 fou enviat a un cop de ma contra Jerbadekan i és la darrera vegada que apareix.